# Qualificazioni al campionato europeo maschile di calcio 1972 - Gruppo 6

## Classifica
| Pos | Squadra | Pti | G | V | N | P | GF | GS | DR  |
| --- | ------- | --- | - | - | - | - | -- | -- | --- |
| 1   | Italia  | 10  | 6 | 4 | 2 | 0 | 12 | 4  | +8  |
| 2   | Austria | 7   | 6 | 3 | 1 | 2 | 14 | 6  | +8  |
| 3   | Svezia  | 6   | 6 | 2 | 2 | 2 | 3  | 5  | -2  |
| 4   | Irlanda | 1   | 6 | 0 | 1 | 5 | 3  | 17 | -14 |

## Risultati
| Data             | Luogo   | Squadra 1 | Risultato | Squadra 2 |
| ---------------- | ------- | --------- | --------- | --------- |
| 14 ottobre 1970  | Dublino | Irlanda   | 1 - 1     | Svezia    |
| 28 ottobre 1970  | Solna   | Svezia    | 1 - 0     | Irlanda   |
| 31 ottobre 1970  | Vienna  | Austria   | 1 - 2     | Italia    |
| 8 dicembre 1970  | Firenze | Italia    | 3 - 0     | Irlanda   |
| 10 maggio 1971   | Dublino | Irlanda   | 1 - 2     | Italia    |
| 26 maggio 1971   | Solna   | Svezia    | 1 - 0     | Austria   |
| 30 maggio 1971   | Dublino | Irlanda   | 1 - 4     | Austria   |
| 9 giugno 1971    | Solna   | Svezia    | 0 - 0     | Italia    |
| 4 settembre 1971 | Vienna  | Austria   | 1 - 0     | Svezia    |
| 9 ottobre 1971   | Milano  | Italia    | 3 - 0     | Svezia    |
| 10 novembre 1971 | Linz    | Austria   | 6 - 0     | Irlanda   |
| 20 novembre 1971 | Roma    | Italia    | 2 - 2     | Austria   |